# Fontana del Nettuno (Salerno)
La Fontana  del Nettuno si trova a Salerno nel cortile del Palazzo Ruggi d'Aragona, nel centro storico di Salerno.
La fontana si trova all'ingresso del Palazzo Ruggi nel quartiere longobardo di Salerno vicino ai Giardino della Minerva, parzialmente occupato dalla Sovrintendenza Beni Culturali per Salerno ed Avellino.

## Storia
I documenti storici citano in questo luogo del palazzo una preesistente fontana, di cui non è pervenuto l'aspetto ma che, verosimilmente, era di aspetto meno appariscente. La fontana attuale fu creata nel 1935 da Giovanni Cuomo, preside dell'Istituto Commerciale che aveva sede in Palazzo Ruggi, per dare al cortile del palazzo un aspetto più maestoso. Le pareti furono decorate con lesene e capitelli per contestualizzare la fontana e raccordare il cortile con facciata. Ulteriori rimaneggiamenti successivi hanno portato all'aspetto attuale.
La fontana è stata restaurata nel 2024, nel contesto di un progetto di risanamento generale del cortile, del palazzo e della sua scala monumentale all'aperto.

## Descrizione e stile
La fontana trova collocata in una nicchia semicircolare ed è in stile rococò. La vasca è inserita in una nicchia, entro la quale si dispone il gruppo scultoreo con Nettuno e altre fantasiose creature marine allegoriche entro pareti di pietra grezza, a forma di grotta. Sul fronte, la vasca è abbellita da uno stemma a cartoccio con un leone rampante.